# باند کی (ناتو)
باند کی (انگلیسی: K band) ناتو نام منسوخ شده‌ای است که طی دوره جنگ سرد به فرکانس‌های رادیویی ۲۰ تا ۴۰ گیگاهرتز (برابر با طول‌موج بین ۱٫۵ تا ۰٫۷۵ سانتی‌متر) داده شده بود. از سال ۱۹۹۲، تخصیص فرکانس بر پایه توافقنامه مشترک فرکانس غیرنظامی/نظامی ناتو (NJFA) انجام می‌شود، با این حال این سیستم همچنان به منظور شناسایی نیازهای نظامی طیف رادیویی، مانند برنامه‌ریزی مدیریت بحران، آموزش، فعالیت‌های جنگ الکترونیک یا در عملیات نظامی، در حال استفاده است.